# Benoît Jacob
Benoît Jacob, né en 1970 à Belfort, est un designer automobile français.

## Biographie
Benoît Jacob commence sa carrière en tant que stagiaire chez Renault, constructeur automobile qui l'a accompagné lors de son diplôme en design de transport au siège européen de l'ArtCenter College of Design à Vevey en Suisse. En 1994, il rejoint officiellement Renault, où il occupe des rôles clés dans le développement de la Renault Spider, la conception du concept-car Renault Fiftie et supervise la production des versions berline et break de la Laguna II. Il a également dirigé le processus de développement jusqu'à la production de la quatrième génération de l'Espace.
En 2001, Benoît Jacob entame une nouvelle phase de sa carrière au siège de Volkswagen à Sitges, avant de rejoindre en 2003 l'équipe de design de BMW. Durant son séjour chez FIZ, il travaille sur des projets importants tels que l'X6, la BMW M1 Hommage et la voiture électrique Megacity commercialisée plus tard sous le nom de BMW i3, ce qui marque le début de son mandat en tant que directeur du design de BMW i, la sous-marque de BMW dédiée aux véhicules électriques et durables, à partir de 2010.
Jacob occupe ensuite des postes de direction en tant que responsable du design avancé et vice-président du design du groupe BMW avant de rejoindre en 2016 Future Mobility Corporation, à l'époque une startup chinoise soutenue par Tencent Holdings, une société technologique basée à Hong Kong. En janvier 2018, Future Mobility Corporation révèle son identité sous le nom de « Byton », présentant un prototype de SUV entièrement fonctionnel au CES de Las Vegas, où elle propose des essais routiers aux journalistes et aux VIP.
Benoît Jacob est reconnu pour son approche innovante du design automobile, combinant une esthétique avancée avec une fonctionnalité pratique et durable.